# 罗莫洛·比佐托
罗莫洛·比佐托（義大利語：Romolo Bizzotto，1925年2月16日—2017年3月27日），意大利前男子足球运动员，场上位置是中场。他曾代表意大利国奥队参加1948年夏季奥林匹克运动会足球比赛。